# Pangenesi
La Pangenesi costituiva la teoria, proposta da Charles Darwin e successivamente rivelatasi errata, atta a spiegare le modalità di trasmissione dei caratteri, acquisiti da un organismo vivente, alla sua discendenza.
La pangenesi viene trattata per la prima volta dal filosofo greco Ippocrate.
Tale ipotesi prevedeva che le cellule sessuali dei genitori ricevessero da tutto l'organismo (dal greco pan = tutto) particelle minutissime (gemmule o pangeni), che una volta confluite, contribuissero alla trasmissione ereditaria dei caratteri, acquisiti in vita dall'organismo stesso, nella genesi della prole.
Prima della corrente ed attualmente più accreditata teoria, evoluzionistica del Neodarwinismo o sintesi moderna, che unisce la corretta teoria evolutiva basata sulla selezione naturale nella lotta per la vita elaborata da Darwin, con la trasmissione dei caratteri frutto delle ricerche sperimentali primariamente di Gregor Mendel e con il meccanismo delle mutazioni, la Pangenesi costituiva la parte più discutibile del Darwinismo originario.
La teoria era puramente speculativa, e non supportata da alcun fatto sperimentale (al contrario dei lavori di Mendel).
Venne per prima falsificata dal cugino stesso di Darwin, Francis Galton. Gli esperimenti di Galton cercavano di cambiare il colore di ceppi di conigli bianchi o neri trasfondendo loro delle gemmule prelevate dal circolo ematico. Come noto l'esperimento fallì.  Darwin fu comunque molto autocritico circa la pangenesi nella sua autobiografia:
(Charles Darwin, Autobiografia)